# Österreichischer Kunstpreis für Kulturinitiativen
Der Österreichische Kunstpreis für Kulturinitiativen wird seit 2013 jährlich vom österreichischen Bildungsministerium vergeben und stellt seither eine eigene Sparte des Österreichischen Kunstpreises dar. Er zählt zur Gruppe der Staatspreise der Republik Österreich. Der Preis wird etablierten Kulturinitiativen für ihr Engagement verliehen.

## Geschichte und Dotierung
Der Österreichische Kunstpreis, bis zum Jahr 2009 Würdigungspreis, wird etablierten Künstlern „für ihr umfangreiches, international anerkanntes Gesamtwerk“ zuerkannt. Er wird in verschiedenen Sparten jährlich beziehungsweise biennal (Kinder- und Jugendliteratur) vergeben. Die Ursprünge einzelner Preissparten reichen bis ins Jahr 1972 zurück. 2013 wurde eine zusätzliche Preissparte für etablierte Initiativen von Kulturschaffenden eingerichtet. Die Auswahl der Preisträger des Österreichischen Kunstpreises erfolgt jeweils durch unabhängige Expertenjurys und bei dieser Sparte in Form eines Beirates; eine Bewerbung ist nicht möglich.
Der Preis war anfangs mit 12.000 Euro Preisgeld dotiert. 2017 betrug das Preisgeld 15.000 Euro.

## Preisträger
- 2013 Offenes Haus Oberwart
- 2014 Poolbar-Festival
- 2015 Kulturinitiative Kürbis
- 2016 Schmiede Hallein
- 2017 Wellenklænge, Lunz am See
- 2018 Kulturverein Waschaecht[3]
- 2019 Kulturverein SPD Rož[4]
- 2020 esc – medien kunst labor[5]
- 2021 Offenes Kunst- und Kulturhaus Vöcklabruck[6]
- 2022 Lalish Theaterlabor[7]
- 2023  Musik Kultur St. Johann[8]
- 2024 ARGEkultur Salzburg[9]